# Happy Wheels
Happy Wheels est un jeu vidéo Flash disponible  sur Internet, jouable directement à partir du navigateur web. Basé sur la physique ragdoll, il a été conçu par Jim Bonacci, et est disponible depuis juin 2010. Le joueur contrôle différents personnages qui ont chacun leurs caractéristiques. Les personnages se déplacent sur des véhicules pour traverser les différents niveaux. Le jeu est connu pour sa violence et pour le grand nombre de niveaux créé par les utilisateurs.
Le 9 janvier 2020, Bonacci annonce qu'à la suite de l'abandon complet de Flash par Adobe, le jeu serait entièrement réécrit en HTML5, ce qui sera effectif le 28 décembre de la même année, où une première version publique de ce jeu sous ce format est publiée.

## Personnages
Plusieurs personnages sont disponibles dans Happy Wheels.
- Un grand père en fauteuil roulant
- Un homme sur un segway.
- Un homme à vélo et un enfant
- Une femme sur une caddie électrique pour faire les courses.
- Un couple à moto
- Un homme sur une tondeuse à gazon (référence au film Une histoire vraie)
- Un homme ressemblant à Indiana Jones dans un wagonnet
- Le père Noël sur son traîneau tiré par des lutins
- Un homme sur un pogostick
- Une femme et ses deux enfants à vélo
- Un homme en hélicoptère

## Système de jeu
Le slogan d'Happy Wheels est « Choississez votre personnage insuffisamment préparé, et ignorez les graves conséquences de votre quête désespérée pour la victoire ! ». Les mécaniques de gameplay varient en fonction du personnage et du level design. Cependant, le personnage regarde toujours vers la droite et son véhicule peut se déplacer en avant et en arrière. Le personnage peut aussi être éjecté de son véhicule. Après ça, il ne peut plus se tenir debout ni marcher mais cependant il peut quand même ramper à l'aide des touches directionnelles et s’agripper à n'importe quelle paroi à l'aide de la barre d'espace.
Le but du jeu diffère en fonction du niveau. Dans certains d'entre eux, le but est d'atteindre la ligne d'arrivée. Certains autres niveaux n'ont pas de ligne d'arrivée et ont d'autres buts, comme tuer une cible. D'autres n'ont pas de but du tout,.
Les critiques ont remarqué la violence que Happy Wheels montre dans son gameplay,,,. Par exemple, les joueurs peuvent être décapités, se faire tirer dessus ou s'écraser contre différents obstacles. La perte d'un membre et la perte de sang figurent aussi parmi les éléments graphiques,.
Les joueurs peuvent revoir leur parcours. Les vidéos peuvent être vues et notées par les autres joueurs.
Happy Wheels contient un éditeur qui permet aux joueurs de créer leurs propres niveaux. Ils peuvent publier leurs niveaux, qui peuvent être joués par d'autres joueurs.

## Disponibilité
La version complète de Happy Wheels est uniquement disponible sur le site de Jim Bonacci. Des versions démo sont disponibles sur d'autres sites. Elles contiennent seulement quelques niveaux et les trois premiers personnages. Par contre, sur la version complète, vous avez tous les personnages, quelques niveaux de la communauté, tous les niveaux "certifiés" (featured). Il faut être inscrit pour pouvoir sauver ou publier ses propres niveaux ou replays, noter et ajouter à une liste des favoris des niveaux et avoir tous les niveaux de la communauté.

## Inspiration
Le travail artistique et la programmation de Happy Wheels ont été développés par Jim Bonacci, un développeur de jeux indépendant, en juin 2010. Bonacci a déclaré que son inspiration est venue d'autres jeux basés sur la physique ragdoll de la communauté Flash. De plus, il a expliqué la nature violente du jeu par sa frustration sur la manière dont certaines actions ne sont pas traitées de façon réalistes dans d'autres jeux :

« Happy wheels est un jeu drôle et fun »

Bonnaci a aussi dit que, parce que le gameplay implique souvent la mort répétée du joueur, il a fait des efforts pour que cette partie du jeu soit agréable.

## Accueil
Happy Wheels a reçu des critiques généralement positives. Il a été recommandé par GameSetWatch.com et considéré comme l'un des « Meilleurs jeux gratuits » par IGN. Son éditeur de niveaux et la quantité de contenu créé par les utilisateurs ont été salués par les critiques,. La nature exagérée de la violence est considérée comme humoristique et le site Jeuxvideo.com le considère comme le « jeu défouloir par excellence ».